# Conde (Roma Antiga)

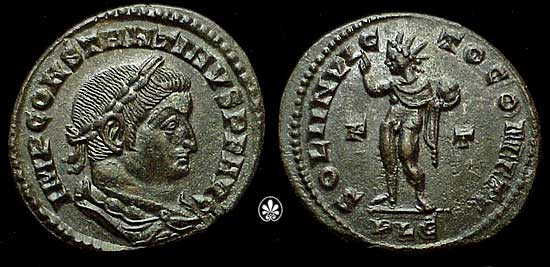
Fólis de Constantino, cunhada em Lugduno, na Gália, por volta de 310, com o Deus Sol Invicto

Comes, plural comites, por vezes traduzido para conde (em latim: comes; em grego: κόμης; romaniz.: kómes; lit. "companheiro"; plural: comites) foi um termo de origem latina empregado para designar o conselheiro pessoal ou retentor de um imperador ou rei bárbaro. Durante o reinado de Constantino (r. 306–337), mais precisamente a partir de 312, o termo adquiriu um sentido técnico, sendo inicialmente referido como "conde dos nossos domínios" (comes domini nostri) ou "conde dos domínios do Augusto" (comes Augustorum nostrorum).
O termo foi empregado para oficiais de diferentes posições (ordines). Como um título honorífico, foi outorgado para alguns dos mais altos funcionários do Estado, tais como o mestre dos ofícios (magister officiorum) e questor, e com o tempo tornou-se parte das denominações burocráticas, nas formas de conde das sagradas liberalidades (comes sacrarum largitionum) ou conde da fortuna privada (comes rerum privatarum). Estes, por se tratarem do alto-escalão dos oficiais, eram genericamente designados condes consistorianos (comites consistoriani), havendo, como contraste, alguns condes que não foram membros do consistório.
Havia também os condes designados para administrarem as províncias imperiais, como o conde da África (comes Africae) ou o conde do Egito (comes Aegypti), enquanto outros desempenhavam funções fiscais ou econômicas ou atuavam como guardiões ou superintendentes. Mais adiante, durante o Império Bizantino, o título de conde continuou a existir em sua forma grega (komes) e foi empregado para designar oficiais incumbidos com várias funções, como o conde das águas (komes hydaton), o conde da tenda (komes tes kortes), etc. O termo conde também foi empregado neste momento para oficiais subalternos das unidades do exército e da marinha.

## Oficiais administrativos no Império Romano Tardio
Entre os oficiais administrativos, havia:
- Conde à disposição (Comes dispositione);
- Conde dos domésticos (Comes domesticorum);
- Conde dos tesouros privados (Comes privatae largitionis);
- Conde da fortuna privada (Comes rerum privatarum);
- Conde das sagradas liberalidades (comes sacrarum largitionum), que tinha sob sua autoridade:
  - Conde do ouro (comes auri)
  - Conde das vestes sagradas (Comes sacrae vestis)
  - três condes dos tesouros (Comites largitionum) pela Itália, África e Ilírico
  - um conde do comércio (comes commerciorum) para o Ilírico
- Conde do Oriente (Comes Orientis)

## Condes militares ao tempo daNotitia Dignitatum
Entre os oficiais militares, na época de Notitia Dignitatum havia no Império Romano do Ocidente:
1. um conde da Itália (Comes Italiae) a cargo do exército da Itália (Numerus intra Italiam);
2. um Conde da Ilíria (Comes Illyrici), a cargo do exército da Ilíria (Numerus intra Illyricum);
3. um Conde da Hispânia (Comes Hispaniae), a cargo do exército da Hispânia (Numerus intra Hispanias);[9]
4. um Conde de Argentorato (Comes Argentoratensis) sob o mestre da cavalaria da Gália (Magister equitum per Gallias);
5. um Conde da Tingitana (Comes Tingitaniae) a cargo do exército da Tingitana (Numerus intra Tingitaniam);
6. um conde da África (comes Africae) no exército da África (Numerus intra Africam);
7. um Conde da Britânia (Comes Britanniarum) e um conde do litoral saxão da Britânia (Comes litoris Saxonici per Britannias) no Exército romano da Britânia (Numerus intra Britannias).

Já no Império Romano do Oriente havia os seguintes oficiais:
1. um Conde do limite do Egito (Comes limitis Aegypti) dependente do mestre dos soldados na presença I (Magister militum praesentalis I);[10]
2. e um Conde da Isáuria (Comes per Isauriam) dependente do mestre dos soldados na presença II ( Magister militum praesentalis II).[10]

## Derivações etimológicas do termo latinocomes
| Língua                       | Título masculino                                                                                             | Título feminino / Esposa             | Território |
| ---------------------------- | --- | ------------------------------------ | --- |
| Catalão                      | Comte | Comtessa                             | Comtat |
| English                      | Count (aplica-se ao título outorgado por outras monarquias que não a britânica, onde aplica-se o termo Earl) | Countess (mesmo onde aplica-se Earl) | Earldom para um Earl; Countship ou county (condado) para um conde, mas Condado é também, em países falantes de inglês, um distrito administrativo |
| Espanhol                     | Conde | Condesa                              | Condado |
| Francês                      | Comte | Comtesse                             | Comté |
| Grego                        | Κόμης (Kómēs)                                                                                                | Κόμησσα (Kómēssa)                    | Κομητεία (Komēteía); nas Ilhas Jônicas os respectivos termos Italiano Kóntes, Kontéssa eram usados                                                |
| Inglês                       | Count (aplica-se ao título outorgado por outras monarquias que não a britânica, onde aplica-se o termo Earl) | Countess (mesmo onde aplica-se Earl) | Earldom para um Earl; Countship ou county (condado) para um conde, mas Condado é também, em países falantes de inglês, um distrito administrativo |
| Italiano                     | Conte | Contessa                             | Contea, Contado, Comitato |
| Latim (vulgar, não clássico) | Comes | Comitissa                            | Comitatus |
| Português                    | Conde | Condessa                             | Condado |
| Romanche                     | Cont | Contessa                             | |
| Romeno                       | Conte | Contesă                              | Comitat |